# Ланди
Ланди (на италиански: Landi), известни през XII век като дел'Андито (dell'Andito), са древен италиански знатен род, произхождащ от Пиаченца в днешна Северна Италия. Той се споменава между края на Средновековието и началото на Модерната епоха заради политическото му значение: Ланди успяват да получат ранг на суверенни князе, пряко зависими от императора на Свещената Римска империя.

## История
Произходът на семейството е неясен, но е сигурно, че той трябва да се търси в град Пиаченца. Според Сборниците с гербове семейството е именно от този град и е засвидетелствано и в Тоскана.
Що се отнася до конкретната област, Ланди биха могли да са от Бобио, който вече е дом на важни личности. Същото фамилно име, с очевидни минимални фонетични варианти, широко разпространени сред италианските фамилни имена, може да бъде проследено до Ландо, Ландини, а според някои и до Орланди.
През XII век вече има различни „семейства“ Ланди, които с течение на времето са частично загубени и е трудно да се възстановят връзките между тях. Много представители на Ланди заемат публични длъжности както в Пиаченца, така и в други градове, а различните „семейства“ Ланди, т.е. различните клонове на семейството, се радват на значително богатство, вероятно поради банкови дейности.
Що се касае до потомците им, които впоследствие имат още по-голямо богатство, през XIII век трябва да се споменат Гулиелмо I – кмет на Виченца и Милано и синът му Джаноне – кмет на Верчели. Джаноне е баща на Гулиелмо II и на Убертино (или Умберто). Чрез тяхна намеса и чрез намеса на други роднини през XIII век семейството става собственик на важни територии и замъци из Лигурско-Емилианските Апенини, по-специално Барди, Компиано и Борго Вал ди Таро. Имперският феод, създаден през XVI век, касае именно тях: Държавата Ланди, за която на практика нищо не се оповестява публично, е добре документирана в Държавния архив на Ватикана.
През Средновековието Ланди вече са собственици на голяма част от Вал ди Таро.
През 1582 г. владенията им преминават в ръцете на Отавио Фарнезе – херцог на Парма и Пиаченца поради заговор: Клаудио Ланди – княз на Вал ди Таро, заедно с Джамбатиста Ангуисола, Джанбатиста и Камило Скоти, планира да убие Фарнезе. Заговорът е разкрит навреме и Ланди губят всичките си имоти, а двама от съучастниците са екзекутирани. Клаудио Ланди е лишен от титлата си и осъден на смърт през 1580 г. Като имперски княз обаче той не е подвластен на обикновените съдилища. На 27 септември 1583 г. е помилван от император Рудолф II септември който нарежда и възстановяването на конфискуваните му земи, което обаче не се случва.
Дъщерята на Клаудио Ланди – Мария Ланди се омъжва за Ерколе Грималди – наследствен княз на Монако. След убийството на Ерколе през 1604 г. Федерико Ланди – неин брат става пазител на Онорато II ди Монако (баща на Ерколе и 1-ви суверенен княз на Монако), а шест години по-късно – и регент на Монако.
С Мария Ланди, инвестирана през 1626 г. с Барди и Компиано и омъжена за Джовани Андреа Дория, част от феодите на рода Ланди са прехвърлени на Дория. Останалата част (Барди и Компиано) е продадена през 1687 г. на херцог Ранучо II Фарнезе от Корадо и на Иполито от \Ланди ди Ривалта, които в замяна получават Маркграфство Гамбаро.

### Други клонове
От Фиаминго Ланди – син на Алберико (притежател на замъка в Граваго – днешно подселище на Барди) и внук на Родолфо произлиза клонът Ланди ди Черето ди Дзерба. Той изчезва през XVIII век и се влива в рода Берети (Берета)-Ланди.
От другия син на Алберико – Джаноне Ланди води началото си най-важният клон – Ланди ди Компиано. Със смъртта на Манфредо III през 1491 г. се извършва разделението на имотите на клона: Помпео взима Графство Компиано с Казеле дел По, Корадо взима Графство Ривалта, а Федерико – крепостта на Барди и крепостта на Фериере. Така клонът се разклонява на:
- Ланди ди Компиано, оцелял с маркизите на Киавена
- Ланди ди Барди и впоследствие на Князете на Вал ди Таро, изчезнал през 17 век в рода Дория-Памфили
- Ланди ди Ривалта, изчезнал през 18 век.

Пандо, Ландолфо, Пандолфо, Атенолфо и Ландо са клонове на рода Ландолфиди (известни също като Атенулфинги).

## Известни представители
- Убертино (Албертино) I Ланди (* ок. 1220, † ок. 1298) – сред лидерите на италианските гибелини през втората половина на XIII век, той се бие и става роднина на швабския крал Конрадин; след това служи на Манфред, от когото получава различни феоди в Неаполитанското кралство, включително Ачера[6]
- Обицо Ланди († 1328) – феодал
- Галвано Ланди (15 век) – граф на Барди
- Манфредо Ланди (* 1429, † 1488) – феодал
- Клаудио Ланди (* 1543, † 1589), 3-ти княз на Вал ди Таро
- Агостино Ланди (* ок. 1500, † 1555) – маркиз на Барди, посланик на Пиер Луиджи Фарнезе във Венецианската република (1545); когато Фарнезе окупира Борготаро, Агостина огранизира заговора, който убива Фарнезе (1547); с императорски диплом (25 май 1551 г.) е номиниран за княз на Вал ди Таро и Вал ди Чено, а с последваща диплома (8 април 1552 г.) получава привилегията да сече монети.
- Ортензио Ландо (* 1510, † 1558) – хуманист
- Мария Ланди († 1599) – съпруга на Ерколе ди Монако
- Убертино Ланди () – писател
- Николо Ланди (* кр. XVI век, † нач. на XVII век) – занаятчия
- Стефано Ланди (* 26 февруари 1587 (кръстен), † 28 октомври 1639) – композитор и песнописец от Римската школа от Ранния барок.
- Гаспаре Ланди (* 6 януари 1756, † 27 февруари 1830) – художник
- Салваторе Ланди (* 1831, † 1911) – типограф, учител на италианския издател и типограф Рафаело Бертиери; основава и ръководи до смъртта си Tipografia italiana – издателството на Gazzetta Italiana (или Gazzetta d'Italia) и професионалното списание L'Arte della Stampa.